# Hiatamadl
Hiatamadl ist der Name eines alpenländischen Volkstanzes, der sich in Österreich und Bayern großer Beliebtheit erfreut.

## Tanzabfolge
Es gibt zahlreiche Spielarten dieses Tanzes in Österreich, Franken und Bayern. Im Folgenden wird eine Form aus dem Land Salzburg beschrieben:
- Tänzer und Tänzerin in Gegenüberstellung, jedoch beide etwas in Tanzrichtung gewendet. Gewöhnliche Rundtanzfassung.
- Takt 1: Im 1. Achtel unbelastetes Vorstellen der äußeren Füße. Nur die Ballen berühren leicht den Boden. Im 3. Achtel zurückstellen und belasten.
- Takt 2: Ebensolches Vor- und Zurückstellen der inneren Füße.
- Takt 3 und 4: Mit 4 Dreherschritten 2 (oder nur eine) Umdrehungen im Uhrzeigersinn.

## Rezeption in der zeitgenössischen Musik
Mit einer Pop-Version des Hiatamadls, Koa Hiatamadl, konnte Hubert von Goisern mit seinen Alpinkatzen 1992 sich 19 Wochen in den Ö3 Austria Top 40 platzieren. Das Lied erreichte als Spitzenplatzierung den zweiten Rang. Das Lied wurde von Florian Silbereisen gecovert.